# 汽車零組件列表
汽車零組件列表，列舉汽車主要的零組件。

## 車身

### 結構
- 大樑、副樑（Subframe）
- 保險桿
- 底盤、撞擊緩衝區（Crumple zone）
- 擋泥板（Fender）
- 葉子板（Fender skirts）
- 水箱罩（Grille）
- 引擎蓋（Hood）、引擎蓋進氣口（Hood scoop）
- 車柱（Pillar）
- 尾翼 (Rear wing)

### 隔間
- 行李廂（Trunk）

### 車門
- 蝴蝶車門
- 鷗翼車門
- 鍘刀車門
- 雙門對開車門

### 玻璃
- 天窗 (Moon Roof)
- 遮陽板（Sun visor）、
- 擋風玻璃 (Windshield)、擋風玻璃清潔液
- 雨刷 (Windshield wiper)

### 後視鏡
- 後視鏡 (Rear mirror)
- 電動後視鏡（Power mirrors）

### 其他
- 保險桿貼紙（Bumper sticker）
- 引擎蓋標誌（Hood ornament）

## 外部設備

### 車燈
- 日間行車燈（Daytime running lamp）
- 霧燈（Fog lamp）
- 大燈（Head lamp）
- 方向燈 (Turn signal light)
- 尾燈（Taillight）
- 氣體放電式電燈
- 大燈水平自動調整組（Auto Leveling）

### 其他
- 故障指示燈（Malfunction Indicator Lamp；MIL）
- 車距传感器（Distance sensor）
- 停車传感器（Park sensor）

## 引擎

### 進氣
- 進氣口（Air intake）
- 空氣濾清器 (Air cleaner)
- 節氣門（Throttle）
- 歧管（Manifold）、歧管真空（Manifold vacuum）
- 流量感知器（Mass flow sensor）
- 增壓（Boost）、增压式進氣（Ram-air intake）、短增压式進氣（Short ram air intake）
- 自然進氣引擎（Naturally-aspirated engine）
- 電子節气門控制（Electronic Throttle Control；ETC）
- 可變汽門正時

### 燃料
- 燃油濾清器（Fuel Filter）
- 增壓控制（Boost controller）、洩壓閥（Blow off valve）、蝶閥（Butterfly valve）
- 化油器
- 離心式機械增壓器（Centrifugal-type supercharger）、渦卷式機械增壓器（Scroll-type supercharger）
- 電子控制元件（Electronic Control Unit；ECU）
- 发动机控制器
- 燃油噴射
- 燃油泵浦（Fuel pump）
- 油箱（Fuel tank）
- 機械增壓器、渦輪增壓器
- 汽油直接噴射、柴油直接噴射（Diesel Direct Injection；DDI）、渦輪增壓直接噴射（Turbocharged Direct Injection；TDI）
- 可變幾何渦輪增壓（Variable Geometry Turbocharger；VGT）
- 渦輪性能自動控制（Automatic Performance Control；APC）
- 雙渦輪（Twin-turbo）

### 排氣
- 排氣管（Exhaust pipe）
- 消音器
- 催化转换器 (Catalytic converter)
- 含氧感測器（Oxygen sensor）

### 冷卻
- 空氣冷卻（Air cooling）
- 防凍劑
- 水箱（Radiator）
- 自動調溫器
- 中央冷卻器（Intercooler）
- 乙二醇（Ethylene glycol）

### 起動
- 起動（Starter）
- 火星塞 (Spark plug)
- 點火線圈（Ignition coil）
- 電池、铅酸蓄电池、燃料电池
- 分電盤（Distributor）
- 白金接點（Breaker points）
- 點火順序（Firing order）、火星塞點火（Spark-ignition）
- 電子安定器（Electrical ballast）

### 其他
- 平衡軸（Balance shaft）
- 加熱器（Block heater）
- 曲軸、曲軸箱（Crank Case）、曲軸箱蓋（Crankcase Cover）
- 汽門、汽門座（Valve Seat）、汽門導管（Valve Guide）
- 凸輪、凸輪軸
- 引擎連桿（Connecting rod）
- 燃燒室（Combustion chamber）
- 曲軸銷（Crank pin）
- 引擎爆震
- 壓縮比
- 曲軸感知器（Crank sensor）
- 汽缸、汽缸體（Cylinder Block）、汽缸蓋、汽缸套（Cylinder Sleeve）、汽缸墊片（Cylinder gasket）、汽缸蓋墊片（Cylinder Head gasket）、墊片（Gasket）
- 機油濾清器（Oil filter）
- 稀薄燃燒
- 汽門挺桿式（Over Head Valve；OHV）、頂上凸輪軸式、頂上雙凸輪軸式
- 活塞、活塞環（Piston ring）、活塞銷（Piston Pin）
- 搖臂（Rocker arm）
- 旁道閥（Bypass Valve）
- 機油、油泥（Oil sludge）、合成油（Synthetic oil）、礦物油、全合成油（Full-Synthetic Oil）
- 挺桿（Tappet）
- 正時皮帶（Timing belt）、正時記號（Timing mark）
- 積極式曲軸箱通風（Positive Crankcase Ventilation；PCV）
- 燃油蒸發排放控制系統（Evaporative Emission Control；舊稱EEC；現稱EVAP）
- 廢氣再循環（Exhaust Gas Recirculation;EGR）
- 发动机自动启停系统（Stopstart；简称STT）

## 內部設備

### 儀表
- 油錶（Fuel gauge）
- 時速錶（Speedometer）、
- 轉速錶（Tachometer）
- 里程錶（Odometer）
- 全球定位系統
- 抬頭顯示器

### 控制
- 方向盤（steering wheel）
- 排檔桿（Gear stick）
- 手煞車（Hand brake）
- 節汽門（Throttle）

### 防盜
- 鎖
- 鑰匙
- 喇叭

### 座位
- 扶手（Armrest）、長型座椅（Bench seat）、桶型座椅（Bucket seat）、兒童安全座椅

### 安全
- 安全气囊 (Air bag)
- 座位安全带 (Seatbelt)
- 兒童安全鎖（Child safety lock）

### 其他
- 空氣調節
- 汽車音響（Car audio）
- 太阳能天窗（solar window）、
- 汽车防盗装置（antithief）
- 車用電話（Car phone）
- 中控台（Center console）
- 儀表板
- 置物箱（Glove compartment）
- 電動窗（Power window）

## 傳動

### 車輪
- 車輪蓋（Hubcap）
- 鋼絲輪圈（Steel wheels）、合金輪圈（Alloy wheels）、鋁合金輪圈（Aluminium alloy wheel）、鎂合金輪圈（Magnesium alloy wheel）

### 輪胎
- 輻射層輪胎（Radial-ply Tire）、斜紋層輪胎（Bias-ply Tire）、斜向交織層輪胎（Bias Belted Tire）
- 防爆輪胎（Run-flat tire）
- 光頭輪胎（Slick tire）
- 輪胎壓力偵測系統（Tire Pressure Monitoring System；TPMS）
- 内胎（Inner Tube）

### 变速器
- 变速器、自动变速器、手動變速器、手自排變速箱、半自動變速箱
- 離合器
- 萬向接頭
- 差速器
- 傳動軸（Driveshaft）
- 排檔桿（Gear stick）
- 扭力轉換器（Torque converter）
- 太陽齒輪（Sun Gear）
- 行星齒輪、環形齒輪（Ring Gear）
- 鎖定差速器（Locking differential）、防滑差速器（Limited Slip Differential；LSD）
- 無段自動變速箱、變速箱控制單元（Transmission Control Unit；TCU）

### 轉向
- 阿克曼轉向幾何
- 防鎖死煞車系統
- 牽引力控制系統（Traction Control System；TCS）
- 外傾角、後傾角、內傾角、前束角（Toe angle）
- 轉向前展（Toe-out on Turn）、扭力轉向（Torque steering）、轉向過度、轉向不足
- 齒條齒輪式（Rack and pinion）、循環滾珠式（Recirclulating Ball and Nut）
- 動力方向盤

### 懸吊
- 輪軸
- 彈簧、圈狀彈簧（Coil spring）、片狀彈簧（Leaf spring）
- 雙A臂懸吊系統
- 电子稳定程序
- 獨立懸吊系統、液壓懸吊系統（hydrolastic suspension）、麥花臣懸吊系統（MacPherson suspension）、多連桿懸吊系統（Multi-link suspension）、半拖曳懸吊系統（Semi-trailing arm suspension）、扭力軸懸吊系統（Torsion beam suspension）
- 大王銷（Kingpin）
- 橫拉桿（Panhard rod）
- 減震筒（Shock absorber）
- 防傾桿（Stabilizer bar）
- 差速器
- 拖曳臂（Trailing arm）
- 非彈簧負荷重量（Unsprung weight）

### 煞車
- 防鎖死煞車系統
- 电子制动力分配系统
- 刹车力道輔助系統（Brake Assist System；BAS）
- 車身動態穩定系統（Active Stability Control；ASC）
- 碟式刹车、鼓式刹车
- 液壓刹车（Hydraulic Brake）、空氣刹车（Air Brake）、動力刹车（Power Brake）、引擎刹车（Engine Brake）、行車刹车（Service Brake）、驻車刹车（Parking Brakes）、緊急刹车（Emergency Brake）、手刹车（Hand Brake）
- 刹车片、刹车油（Brake Fluid）